# Jürgen Paul
Jürgen Paul (* 1949 in Lindholm, Nordfriesland) ist ein deutscher Islamwissenschaftler und Historiker, der sich insbesondere mit dem Islam in Zentralasien und im östlichen Iran im Mittelalter und der frühen Neuzeit befasst. Er ist Professor im Ruhestand für Islamwissenschaft an der Martin-Luther-Universität Halle-Wittenberg.

## Leben und Wirken
Paul studierte zunächst ab 1967 Romanistik, Slawistik und Pädagogik für das Lehramt in Freiburg im Breisgau, Poitiers und Hamburg mit dem Staatsexamen in Hamburg 1974 und unterrichtete dann bis 1995 an Hamburger Gymnasien Französisch, Russisch und Philosophie. 1982 begann er ein Studium der Islamwissenschaft in Hamburg, 1989 promovierte er mit einer Arbeit über Die politische und soziale Bedeutung der Naqšbandiyya in Mittelasien im 15. Jahrhundert, die summa cum laude bewertet wurde. 
1990/91 war er Referent am Orient-Institut der Deutschen Morgenländischen Gesellschaft in Istanbul und 1993 habilitierte er sich in Hamburg in Orientalistik. 1995 wurde er als Professor für Islamwissenschaft an das Orientalische Institut der Universität Halle-Wittenberg berufen. 2014 trat er in den Ruhestand.
Unter anderem befasste er sich mit Sufi-Brüderschaften, Stadtgeschichten (wie Buchara, Isfahan, Herat) und Nomaden und nomadischen Eroberern aus der Sicht der Stadtbevölkerung. Er arbeitete in Quellenkunde (z. B. sufische Handschriften in Usbekistan) und über Hagiographie als Geschichtsquelle.

## Schriften
- Zentralasien, Neue Fischer Weltgeschichte, 2012.
- Herausgeber mit Albrecht Noth: Der islamische Orient. Grundzüge seiner Geschichte, Würzburg 1998.
- Herrscher, Gemeinwesen, Vermittler: Ostiran und Transoxanien in vormongolischer Zeit. Stuttgart 1996 (Beiruter Texte und Studien 59).
- The State and the Military: The Samanid Case. Bloomington (Indiana) 1994 (Papers on Inner Asia 26).